# Егоров, Виталий Викторович
Виталий Викторович Егоров (род. 23 марта 1964, Харьков, СССР) — советский и украинский фигурист, чемпион мира среди юниоров 1979 года, вице-чемпион мира среди юниоров 1980 года, чемпион СССР 1984 года в одиночном катании. Является первым фигуристом-одиночником в СССР, выигравшим чемпионат мира среди юниоров. Мастер спорта СССР международного класса. Выступал за «Зенит». Ныне[когда?] работает тренером в Харьковской специализированной детско-юношеской спортивной школе олимпийского резерва.

## Результаты
| Соревнования/Сезоны              | 1978-79 | 1979-80 | 1980-81 | 1981-82 | 1982-83 | 1983-84 | 1984-85 | 1985-86 | 1986-87 |
| -------------------------------- | ------- | ------- | ------- | ------- | ------- | ------- | ------- | ------- | ------- |
| Чемпионаты мира среди юниоров    | 1       | 2       |         |         |         |         |         |         |         |
| Чемпионаты Европы                |         |         |         |         |         | 7       |         |         |         |
| Чемпионаты СССР                  |         |         |         |         | 3       | 1       | 2       | 3       | 3       |
| Skate Canada International       |         |         |         |         | 6       |         |         |         | 1       |
| Nebelhorn Trophy                 |         |         |         |         |         |         |         |         | 1       |
| Приз газеты «Московские новости» |         |         |         | 3       |         |         |         | 3       | 2       |
| Универсиады                      |         |         |         |         | 2       |         |         |         | 2       |